# المباركيين
لمباركيين هي قرية في إقليم برشيد منذ 2004 ضمن جهة الشاوية ورديغة بالغرب المغربي. كان مجموع عدد سكان الجماعة القروية لمباركيين 7.884 نسمة.(تعداد السكان الرسمي 2004)